# Меркадо дель Торо, Эмилиано
Эмилиано Меркадо дель Торо (исп. Emiliano Mercado del Toro; 21 августа 1891 — 24 января 2007) — пуэрто-риканский долгожитель, водитель грузовика. Старейший житель планеты (с 11 декабря 2006 года до момента смерти), один из старейших верифицированных мужчин среди когда-либо живших, а также старейший на планете ветеран вооружённых сил из когда-либо живших.

## Биография
Эмилиано Меркадо дель Торо родился 21 августа 1891 года в пуэрто-риканском муниципалитете Кабо-Рохо, где всю жизнь проработал водителем грузовика на сахарной плантации. Во время Первой мировой войны он был призван в армию США и несколько месяцев провел в тренировочном лагере, поэтому, хоть ему и не пришлось участвовать в боевых действиях, он был признан старейшим на планете ветераном среди когда-либо живущих. В 1993 году президент США Билл Клинтон наградил 102-летнего пуэрториканца медалью в честь 75-летия заключения перемирия, положившего конец войне.
Кроме того, он помнил вторжение американских войск в Пуэрто-Рико и последующую войну между США и Испанией, которая положила конец испанскому колониальному господству в Латинской Америке.

### Последний юбилей
Свой последний, 115-й день рождения, долгожитель отметил 21 августа 2006 года. Торжества по этому случаю прошли на центральной площади города Исабела на северо-западе страны, где почтенный старец жил со своей племянницей. Поздравить Меркадо с юбилеем приехали его многочисленные родственники, близкие и друзья. Самого же виновника торжества привезли на площадь в карете «скорой помощи», так как он на тот момент передвигался только на инвалидной коляске, плохо слышал и ничего не видел.
Среди собравшихся на площади был и мэр города Чарли Дельгадо, который сообщил, что один из домов для престарелых отныне будет носить имя Меркадо. «Мы назовём его в честь человека, который почти не имел вредных привычек и прославил остров на весь мир», — заявил градоначальник.
«Я счастлив! — сказал, в свою очередь, сам юбиляр. — Я никогда не думал, что проживу так долго». Причину своего долголетия Меркадо объяснял так: «Я никогда не травил свой организм алкоголем», также добавив, что он всю жизнь старался употреблять только здоровую пищу — варёную кукурузу, молоко и треску. Правда, при этом пуэрто-риканский долгожитель признался, что курил на протяжении 76 лет и отказался от сигарет только когда преодолел девятый десяток лет жизни.

### Личная жизнь
Эмилиано никогда не был женат, хоть и имел трёх подруг; детей у долгожителя также не было. В последние годы жизни о нём заботились его племянники и племянницы, дети давно умершего младшего брата.

### Смерть
Меркадо дель Торо скончался в своём собственном доме в городе Изабела 24 января 2007 года. Он был похоронен на муниципальном кладбище его родного города Кабо Рохо.

## Рекорды долголетия
Эмилиано Меркадо дель Торо прожил 115 лет и 156 дней и за свою долгую жизнь многократно успел побыть рекордсменом долголетия в различных территориальных пределах — от родного Пуэрто-Рико до целого мира. Вот некоторые из рекордов:
- 21 мая 2006 года, в возрасте 114 лет и 272 дней, он превзошёл рекордный возраст своей соотечественницы, долгожительницы Рамоны Тринидад Иглесиас-Хордан, что сделало его одним из самых старых среди когда-либо живших граждан США[6], и самым старым жителем Пуэрто-Рико в истории.
- А после смерти американской долгожительницы Элизабет Болден, 13 декабря 2006 года, Меркадо дель Торо стал старейшим жителем Земли. Примечательно то, что предыдущими четырьмя носителями этого титула были женщины. Мало того, на момент смерти Эмилиано 39 из 40 старейших жителей планеты были женщинами[7].
- Также Меркадо дель Торо с 26 февраля 2006 по 25 октября 2012 являлся вторым старейшим (после американца датского происхождения Кристиана Мортенсена) среди когда-либо живших полностью верифицированных мужчин планеты.
- Эмилиано Меркадо дель Торо является старейшим среди когда-либо живших верифицированных ветеранов.